# 尤耶亞科山
尤耶亞科山（西班牙語：Volcán Llullaillaco）是一座層狀火山，位於阿根廷與智利的邊境附近，屬於安地斯山脈。尤耶亞科山也是世界上第二高的活火山，僅次於奧霍斯-德爾薩拉多山。

### 資料
智利的尤耶亞科國家公園(Parque Nacional Llullaillaco)得名於尤耶亞科火山(Llullaillaco Volcano)，其範圍包括尤耶亞科火山西邊和南邊的廣大區域。但是，這裏發現的木乃伊更為出名。
在薩爾塔省的高山考古博物館，曾展出了一具名叫「少女」的木乃伊，這具木乃伊是1995年在尤耶亞科火山山頂發現的，已有500多年的歷史，是當時印加帝國祭祀的犧牲品，當時一共發現了三具木乃伊，這名女孩是最年長的，被發現時雙腿交叉，頭部向下，手放在膝蓋上，她戴著羽毛裝飾的頭巾，覆蓋在緊密編好的辮子上。
科學家通過分析她的頭髮，終於發現了她死亡的秘密，這名女孩被猛烈的灌入酒精和古柯葉——形成可卡因的基礎，然後作為祭祀品長期暴露在安第斯山脈高處而被凍死。
尤耶亞科火山是世界上最高的活火山，最高峰海拔6739米。據歷史記載，尤耶亞科火山上一次爆發發生於1877年。由於其頂峰下海拔6499.9米處有個小火山口不斷向外冒熱氣，故也有人認為它同時是最高的活火山和最高的考古點。